# Pataias
Pataias is een plaats (freguesia) in de Portugese gemeente Alcobaça en telt 5 453 inwoners (2001).